# 우크라이나 국가 경찰

패치

엠블럼

배지

경찰기

우크라이나 국가경찰(우크라이나어: Націона́льна полі́ція УкраЂ́ни, 로마자 표기: Natsionál'na polítsiya Ukrayíny, IPA: [nɐt͡s⁽ʲ⁾ioˈnɑlʲnɐ poˈl⁽ʲ⁾it͡s⁽ʲ⁾ij ɐ ʊkrɐˈjinˈ], 약어 НПУ, NPU) 또는 폴리치야(우크라이나어: Поліція, '경찰')는 우크라이나의 국가 경찰이자 유일한 경찰 기관이다. 2015년 7월 3일 우크라이나 대통령 페트로 포로셴코가 시작한 유로마이단 이후 개혁의 일환으로 우크라이나의 이전 국가경찰 기관인 밀리치야를 대체하기 위해 창설되었다. 2015년 11월 7일, 나머지 민병대원 모두는 "임시 대행" 경찰로 분류되었다.
이 기관은 우크라이나 내무부의 감독을 받는다.

## 같이 보기
- 우크라이나 내무부
- 우크라이나 국민위병